# Halftime
Halftime – debiutancki singel amerykańskiego rapera Nasa, wtedy znanego pod pseudonimem Nasty Nas, wydany 13 października 1992 roku przez Ruffhouse Records, na potrzeby ścieżki dźwiękowej do filmu "Zebrahead", który później pojawił się na jego debiutanckim albumie "Illmatic" z 1994 roku.

## Struktura
Producentem utworu jest Large Professor. Utwór utrzymywany jest w tonacji e-moll w tempie 92 uderzeń na minutę. Large Professor do produkcji utworu wykorzystał sample z trzech utworów:
- "Dead End" autorstwa Japanese Hair Cast
- "School Boy Crush" autorstwa Average White Band
- "Soul Travelin' Pt. I (The G.B.E.)" autorstwa Gary'ego Byrda

## Lista utworów

### Strona A
1. "Halftime" (Radio Edit) (4:19
2. "Halftime" (LP Version) (4:19)
3. "Halftime" (LP Version Instrumental) (4:19)

### Strona B
1. "Halftime" (Butcher Remix)" DJ Bubie (4:41)
2. "Halftime" (Butcher Instrumental)" (4:42)